# Geelbuikmarmot
De geelbuikmarmot (Marmota flaviventris)  is een zoogdier uit de familie van de eekhoorns (Sciuridae). De wetenschappelijke naam van de soort werd voor het eerst geldig gepubliceerd door Audubon & Bachman in 1841.

## Kenmerken
Dit in groepsverband levende dier heeft een geelbruine vacht met lichtgepunte haren, een brede kop met een korte snuit en kleine behaarde oren. De lichaamslengte bedraagt 34 tot 50 cm, de staartlengte 13 tot 22 cm en het gewicht 1,5 tot 5 kg.

## Leefwijze
Dit dier past zich uitstekend aan aan zijn omgeving. Hij gaat ’s morgens en in de namiddag op voedselzoektocht. Zijn voedsel bestaat uit grassen, bloemen, kruiden en zaden. Na zijn terugkomst gaat hij zijn vacht oppoetsen, samen met meestal één mannetje en meerdere vrouwtjes. Als het koude seizoen begint, vervalt het in een bijna 8 maanden durende winterslaap.

## Verspreiding
Deze soort komt voor in uiteenlopende habitats, zoals in bergachtige streken met gematigde bossen en open habitats van Zuidwest-Canada en de westelijke VS.